# Willem van Hessen-Philippsthal-Barchfeld (1831-1890)
Willem van Hessen-Philippsthal-Barchfeld (Burgsteinfurt, 3 oktober 1831 - Rotenburg an der Fulda, 17 januari 1890) was een zoon van landgraaf Karel van Hessen-Philippsthal-Barchfeld (1784-1854) en Sophie Polyxena van Bentheim en Steinfurt (1794-1873).
Hij trouwde op 27 december 1857 morganatisch met Marie van Hanau-Hořowitz, een dochter uit het eveneens morganatische huwelijk van keurvorst Frederik Willem I van Hessen-Kassel en Gertrude Falkenstein. Uit dit huwelijk kwamen vier kinderen voort:
- Frederik Willem prins van Ardeck (Offenbach, 2 november 1858-Wilhelmshöhe, 1 april 1902). Hij trouwde op 17 december 1890 in Dresden met Anne Hollingsworth Price (Wilmington, 25 augustus 1868-). Zij trouwde als weduwe op 4 februari 1904 te Mihályi in Hongarije met Joszi Dory de Jakahaza.
- Karel prins van Ardeck (18 mei 1861-Niendorf, 18 oktober 1938). Hij trouwde op 16 april 1891 in Luik met Elise Shrehlow (5 juni 1862-Lübeck, 26 november 1938).
- Elisabeth prinses van Ardeck (8 juni 1864-Ahrweiler, 4 maart 1919). Zij trouwde op 11 oktober 1886 in Oberuf met Ferdinand graaf van Ysenburg en Büdingen (15 oktober 1841-Philippseich, 5 januari 1920).
- Louise prinses van Ardeck (12 december 1868-Wiesbaden, 21 november 1959). Zij trouwde op 2 november 1889 met Rudolf prins van Lippe-Biesterfeld. Hij was een broer van Ernst van Lippe-Biesterfeld (de grootvader van prins Bernhard der Nederlanden) en zoon van Julius van Lippe-Biesterfeld en Adelheid Klotilde zu Castell-Castell.

Het paar scheidde in 1872. Dat Marie zich niettegenstaande deze scheiding prinses van Hessen bleef noemen, stuitte dit op protest van de Hessische familie. Er werden zelfs rechtszaken aangespannen, die Marie uiteindelijk verloor. Hierop schreef zij de Duitse keizer Wilhelm I met de bede haar een nieuw naam te verschaffen. Deze verhief haar en haar kinderen als Prins(ses)en van Ardeck in de adelstand. Deze naam was afkomstig van de Burcht Ardeck.
Willem hertrouwde onderwijl op 16 augustus 1873 met Juliana van Bentheim en Steinfurt (5 januari 1842-29 april 1878). Zij was een dochter van Lodewijk Willem van Bentheim en Steinfurt (1812-1890) en Berthe van Hessen-Philippsthal-Barchfeld (1818-1888). Het paar kreeg twee kinderen:
- Berthe (1874-1919), getrouwd met Leopold IV van Lippe
- Chlodwig (1876-1954), vanaf 1905 titulair landgraaf van Hessen-Philippsthal-Barchfeld. Hij trouwde op 26 maart 1904 met Karoline prinses van Solms-Hohensolms-Lich. Zij was een dochter van Hermann Adolf vorst van Solms-Hohensolms-Lich en Agnes gravin van Stolberg-Wernigerode.

Juliana overleed op het kraambed na de geboorte van haar zoon.
Hierop hertrouwde Willem op 23 augustus 1879 te Steinfurt met haar zuster Adelheid van Bentheim en Steinfurt (Steinfurt 17 mei 1840-Steinfurt 31 januari 1880). Zij overleed in 1880 zonder Willem kinderen na te laten. Ook zij was een dochter van Lodewijk Willem van Bentheim-Steinfurt (1812-1890) (1812-1890) en Berthe van Hessen-Philippsthal-Barchfeld (1818-1888).
Ten vierde trouwde Willem vervolgens op 6 december 1884 in het Slot Luisenlund op het eiland Bornholm met Maria Karoline Auguste (Augusta) van Sleeswijk-Holstein-Sonderburg-Glücksburg, oudste kind van Frederik II van Sleeswijk-Holstein-Sonderburg-Glücksburg en Adelheid van Schaumburg-Lippe. Samen kregen ze nog een zoon:
- Christiaan (Slot Luisenlund op het eiland Bornholm, 16 juni 1887-29 oktober 1971). Hij trouwde (1) op 14 januari 1915 met Elizabeth Reid Rodgers (17 augustus 1893-2 februari 1957). Zij was een dochter van Richard Rodgers en Eunice Tomlin. Hij trouwde (2) op 10 juni 1958 in Geneve (civiel) en op 25 juni 1958 (kerkelijk) in Cannes met Ann Pearl Everett.

Toen zijn jongste zoon drie jaar was overleed Willem. Zijn weduwe zou hem meer dan veertig jaar overleven.
Willem van Hessen was vanaf 1857 officier bij de marine van Pruisen, en na een tijdelijke pensionering , tijdens de Frans-Duitse Oorlog (1870-1871) weer officier in de marine van het Duitse Keizerrijk.